# Strzyżów (Lublin)
Strzyżów is een dorp in de Poolse woiwodschap Lublin. De plaats maakt deel uit van de gemeente Horodło en telt 1527 inwoners.